# Pédosphère

Coupe de la Terre du noyau à la croûte

La pédosphère est la couche la plus externe de la croûte terrestre, mince pellicule superficielle des continents émergés, composée des sols résultant du processus de pédogenèse. Correspondant à tous les sols qui prennent ou ont déjà pris naissance sur la surface de contact de cette croûte, elle se situe à l'interface entre la lithosphère, l'atmosphère, l'hydrosphère et la biosphère. Elle abrite l'essentiel de la faune et la flore du sol.